# دمبا دیاگوراگا
دمبا دیاگوراگا (انگلیسی: Demba Diagouraga؛ زادهٔ ۱۲ مارس ۱۹۷۸) بازیکن فوتبال اهل فرانسه است که در پست مهاجم بازی می‌کرد.
از باشگاه‌هایی که در آن بازی کرده‌است می‌توان به باشگاه فوتبال نانسی و باشگاه فوتبال ستاره سرخ اشاره کرد.